# Паоло Монна
Паоло Монна (19 квітня 1998 , Фазано, Апулія ) — італійський стрілець, бронзовий призер Олімпійських ігор 2024 року.

## Виступи на Олімпіадах
| Олімпіада  | Дисципліна                       | Місце |
| ---------- | -------------------------------- | ----- |
| Токіо 2020 | пневматичний пістолет, 10 метрів | 26    |
| Париж 2024 | пневматичний пістолет, 10 метрів | 3     |

## Зовнішні посилання
- Паоло Монна на сайті ISSF (англійська)
- Паоло Монна на сайті Olympics.com (англійська)
- Паоло Монна на сайті Olympedia (англійська)
- Паоло Монна